# Sabacheira
 (août 2019).
Sabacheira est une freguesia portugaise située dans le district de Santarém.
Avec une superficie de 34,35 km2 et une population de 1 115 habitants (2001), la paroisse possède une densité de 32,5 hab/km2.